# NGC 7148
NGC 7148 este o galaxie situată în constelația Pegas. A fost descoperită în  de către .